# 純正エロティック
「純正エロティック」（じゅんせいエロティック）は、Mia REGINAの6枚目のシングル。2018年11月14日にLantisから発売された。

## 概要
本曲は、テレビアニメ『閃乱カグラ SHINOVI MASTER -東京妖魔篇-』のエンディング主題歌に起用された。
表題曲・c/wは3曲とも作詞を只野菜摘が担当しており、同じヒロインの1コマを切り取った3部作になっている。
2018年11月23日にはラクーアガーデンステージにて発売記念ミニライブが開催され、収録曲の「純正エロティック」「Enchante」「ピンヒール・ムーン」の3曲が初披露された。また、会場での購入特典として"お風呂MV"のノンクレジットバージョンDVDが配布された。

## 収録曲
1. 純正エロティック [3:56]
作詞：只野菜摘 / 作曲：坂野上陽介、マイケル・ムー / 編曲：kume.、桑田健吾
2. Enchante [5:04]
作詞：只野菜摘 / 作曲・編曲：太田雅友 (SCREEN mode)
3. ピンヒール・ムーン [4:17]
作詞：只野菜摘 / 作曲：KURITA / 編曲：KURITA、森悠也
4. 純正エロティック (Instrumental)
5. Enchante (Instrumental)
6. ピンヒール・ムーン (Instrumental)